# Pelsdierfokkerij

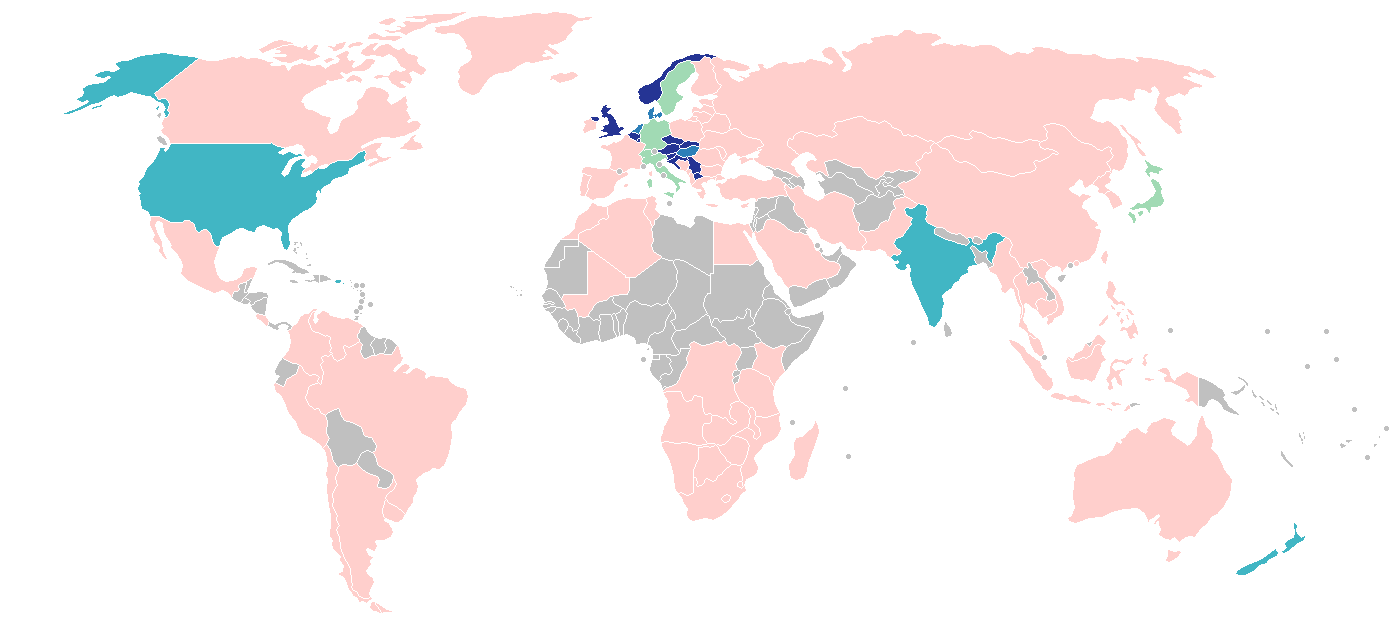
Wereldwijde wetgeving op dieren doden voor pels.
Dieren doden voor pels is illegaal
Dieren doden voor pels is deels illegaal (sommige dieren uitgesloten)
Dieren doden voor pels is legaal, maar pelsimport of -verkoop is illegaal
Dieren doden voor pels is legaal, maar strikte dierenwelzijnswetten maken pelsdierfokkerij niet economisch vatbaar
Dieren doden voor pels is legaal en actief
Geen gegevens

Pelsdierfokkerij of pelsdierhouderij is een vorm van intensieve veeteelt waarbij de dieren gehouden worden vanwege hun huid. Uiteindelijk wordt de huid van de dieren verwerkt tot bont. De lichamen van de dieren worden verbrand / verwerkt tot diervoer. De vetten van bepaalde pelsdieren zijn bruikbaar als grondstof voor geneesmiddelen en schoonheidsproducten (nertsolie).
De industrietak verschaft in de Europese Unie werk aan 338.000 mensen.
Tijdens de coronapandemie bleken nertsen uitzonderlijk vatbaar te zijn voor besmetting van mens op nerts, hetgeen leidde to vrees op grootschalige uitbraken en mutaties van het virus in de nertsfokkerijpopulaties in allerlei landen die op hun beurt weer mensen zouden kunnen besmetten met nieuwe varianten van het coronavirus, die daarom mogelijk immuun zouden zijn voor een COVID-19-vaccin. Sinds juni 2020 zijn meerdere nertsfokkerijen in Nederland volledig geruimd en in augustus 2020 is de uitfasering van de pelsdierhouderij versneld van 1 januari 2024 naar 1 maart 2021. In juli 2020 heeft Spanje 100.000 nertsen geruimd. Op 6 november 2020 kondigde Denemarken aan dat het zijn hele populatie van 17 miljoen nertsen zou vernietigen als noodmaatregel om de verspreiding van een gemuteerde COVID-19-stam te voorkomen, waarvan ten minste vijf gevallen zijn gevonden. Op 11 november besloot Nederland de uitfasering opnieuw te versnellen met 1 januari 2021 als streefdatum om het risico op mutatie in te perken.

## Nederland

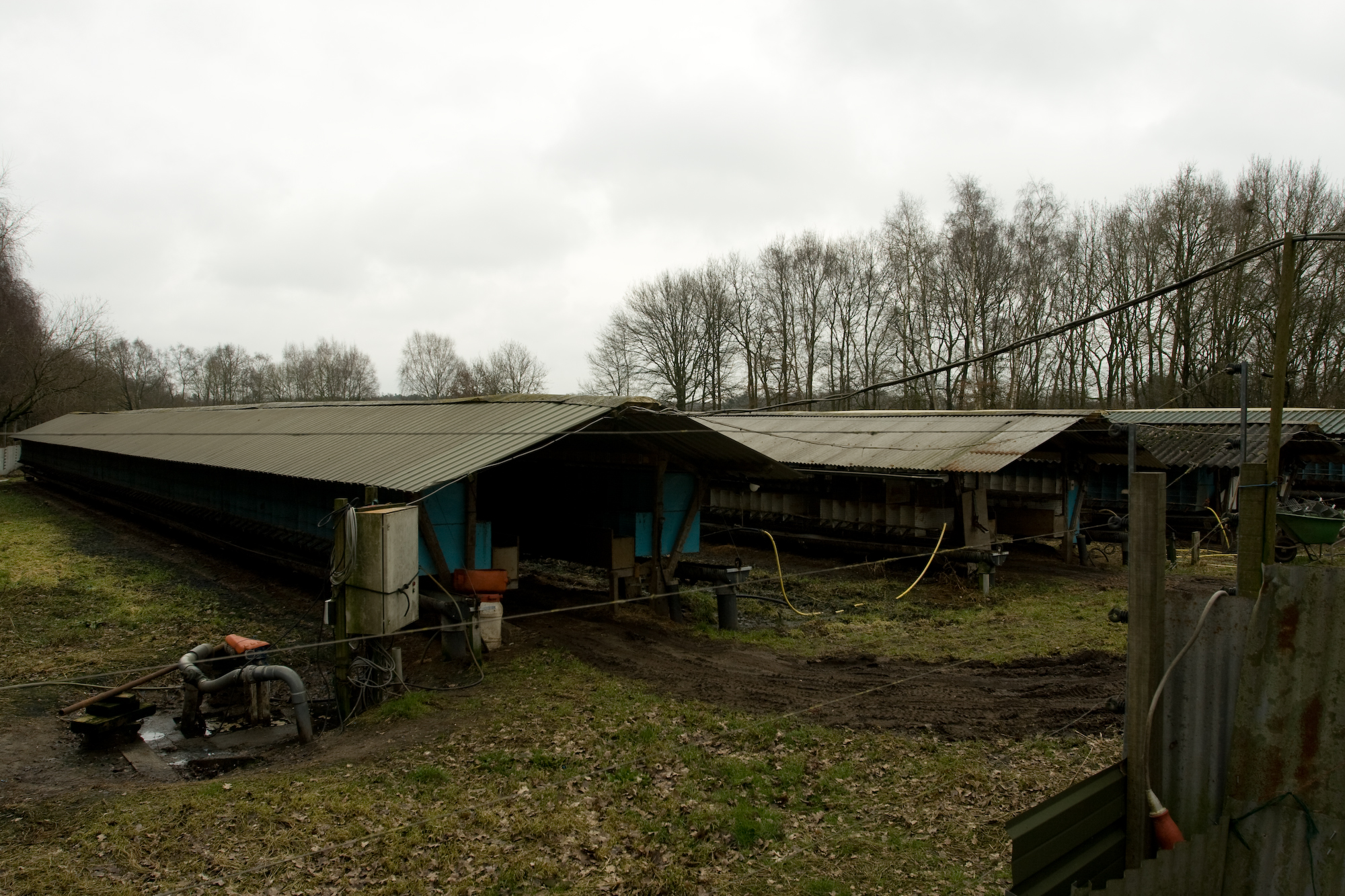
Nertsfokkerij bij Ruurlo

In Nederland zijn de meeste pelsdierfokkerijen fokkerijen van nertsen. Ook konijnen worden gehouden als pelsdieren. Vossen- en chinchillafokkerijen zijn respectievelijk sinds 1995 en 1997 verboden in Nederland. Sinds eind jaren 1990 werkte de politiek al aan een verbod voor nertsen, dat in 2013 werd aangenomen als 'Wet verbod pelsdierhouderij' en bepaalde dat nertsenfokkerijen per 1 januari 2024 verboden zouden worden. De resterende fokkers (anno 2018 nog zo'n 145) kregen 11 jaar de tijd om zich op de sluiting voor te bereiden; er zou geen compensatie voor de inkomsten komen, wel zou de sloop van de gebouwen voor 70% worden vergoed. De Nederlandse Federatie van Edelpelsdierhouders (NFE) spande een rechtszaak aan en kreeg aanvankelijk gelijk van een rechtbank, maar een gerechtshof, de Hoge Raad en het Europees Hof voor de Rechten van de Mens oordeelden allemaal dat de financiële belangen van de pelsdierhouders niet onredelijk werden geschaad.
Ten tijde van de COVID-19-pandemie raakten in mei 2020 2 medewerkers van deze fokkerijen besmet met het virus door contact met nertsen. Een deel van de oppositie in de Tweede Kamer drong op 26 mei 2020 daarom aan op vervroegde sluiting van 130 fokboerderijen. De sluitingsdatum was al wettelijk bepaald op 1 januari 2024. Minister van Landbouw Carola Schouten besloot na enkele dagen wachten op wetenschappelijke tests begin juni tot de ruiming van 10 nertsenfokkerijen in Brabant en Limburg om verspreiding van het coronavirus te voorkomen. Een bezwaar hiertegen van dierenactivistengroepen Animal Rights en Bont voor Dieren werd door de rechter afgewezen. Op 6 juni 2020 werd begonnen met de ruiming van ongeveer 1.500 moedernertsen met ieder ongeveer 4 tot 5 pups op een fokkerij in Deurne, later zouden er nog 9 volgen Milheeze (twee), De Mortel, Elsendorp, Beek en Donk, Deurne, Landhorst en Venray. Op 27 augustus 2020 besloot het kabinet het definitieve verbod op pelsdierfokkerijen te verschuiven naar 1 maart 2021. Dit besluit is genomen op advies van het Outbreak Management Team (OMT) toen steeds meer van de circa 130 overgebleven nertsenfokkerijen besmet werden met COVID- 19, hetgeen een beheersing van de verspreiding en een duidelijk perspectief noodzakelijk maakte voor een sector die tegen die tijd zijn economische levensvatbaarheid en politieke steun grotendeels had verloren.
Op 11 november besloot de Nederlandse regering op advies van het OMT om de uitfasering opnieuw te versnellen met 1 januari 2021 als streefdatum om het risico op mutatie in te perken. Op dat moment was meer dan de helft van alle nertsfokkerijen al besmet geraakt en geruimd en was de preventieve ruiming van nog niet besmette fokkerijen in volle gang om het gevaar te minimaliseren.

## Kritiek
Een van de argumenten die tegenstanders van de pelsdierfokkerij naar voren brengen is, dat deze dieren uitsluitend worden gefokt vanwege hun huid en niet worden geconsumeerd.